# Komandirovka
Komandirovka (russisk: Командировка) er en sovjetisk spillefilm fra 1961 af Jurij Jegorov.

## Medvirkende
- Oleg Jefremov som Mikhail Sjjerbakov
- Svetlana Karpinskaja som Klavdija Vasiljevna
- Valerij Malysjev som Pavel Kozyrev
- Gennadij Frolov som Sergej Dobrjakov
- Olga Lysenko som Zina